# Аннамари Данча
Аннамари Михайловна Данча (Чундак) (на украински: Аннамарi Міхайлівна Данча (Чундак); 26 март 1990 г., Ужгород, Украйна) е украинска сноубордистка, която се представя в паралелния слалом и паралелния гигантски слалом. Медалистка от световното първенство през 2019 г. Завършва Ужгородския национален университет, аспирант на Лвовския държавен университет по физическа култура, катедра „Зимни спортове“.
- Участница в Олимпийските игри през 2010, 2014 и 2018 г.;
- Сребърна медалистка от Световното първенство през 2019 г.;
- Сребърна медалистка от зимната универсиада през 2011 г. в паралелния гигантски слалом;[1]
- Победителка и медалистка от етапи на Европейската купа;
- Световна шампионка за девойки през 2010 г. в паралелния гигантски слалом;
- Многократна шампионка на Украйна.